# Waialae no Kiseki
Waialae no Kiseki (ワイアラエの奇蹟) est un jeu vidéo de golf développé par T&E Soft et édité par Sega, sorti en 1994 sur Mega Drive. Il est uniquement sorti au Japon.